# Ара товстодзьобий
Ара товстодзьобий (Rhynchopsitta pachyrhyncha) — вид папугоподібних птахів родини папугових (Psittacidae). Ендемік Мексики.

## Поширення
Ареал виду обмежується Західною Сьєрра-Мадре на півночі Мексики. Поширений на північному сході Сонори, на заході Чіуауа, на півдні та заході Дуранго та Мічоакані. Принаймні частина популяції здійснює сезонні міграції до штатів Наярит, Халіско, Коліма та Мічоакан під час нерозмножувального сезону. Раніше він зустрічався в США, в Аризоні та Нью-Мексико, але зник на початку 1990-х років. Спроби створити реінтродукційну популяцію в Аризоні не виявилися успішними. Мешкає в помірних хвойних, зрілих сосново-дубових, соснових і ялицевих лісах на висоті 1200-3600 м, але розмножується від 2000 до 2700 м.

## Опис
Птах завдовжки приблизно 38 см. Має міцне і кремезне тіло. Його оперення зелене з червоними плямами на лобі, над очима, на плечах і на штанях. Навколоочні кола жовтуваті, а райдужні оболонки помаранчеві. Дзьоб чорний, а ноги сірі.